# 横山武
横山 武（よこやま たけし、1932年6月1日 - ）は、日本の福音派牧師。

## 経歴
山形県出身。青山学院大学、慶應義塾大学を卒業。東京神学塾卒業し、日本バプテスト教会連合東京中央バプテスト教会牧師を務める。お茶の水聖書学院講師となる。
その他、東京基督教大学監事、キングスガーデン埼玉理事長、CS成長センター顧問などに在任した。

## 著書
- 『バプテスマに備えて』いのちのことば社、1975年。